# 天崇寺 (上越市)
天崇寺（てんそうじ）は、新潟県上越市にある浄土宗の寺院。

## 歴史
1582年（天正10年）、上杉謙信の開基である。元々は春日山の麓に位置していたが、高田城の築城時に現在地に移転した。
当初は「長恩寺」という名称であったが、明治になり、同じ謙信開基の「極楽寺」と合併し、「天崇寺」に改称した。
墓地には、徳川秀忠の三女で松平忠直の正室天崇院、天崇院の長女で高松宮好仁親王の妃亀姫の墓がある。

## 文化財
- 天崇寺山門（上越市指定文化財）[3]

## 交通アクセス
- 高田駅より徒歩14分。